# مث‌کد
مث کَد (به انگلیسی: Mathcad) نام یکی از نرم‌افزارهای شرکت Mathsoft است که توانایی محاسبه مانند ماشین حساب و توانایی کشیدن تابع‌های دوبعدی و سه بعدی را نیز دارد. اولین بار توسط Allen Razdow یکی از دانشجویان مؤسسه تکنولوژی ماساچوست نوشته شده‌است.
این برنامه در سال ۲۰۰۶ توسط شرکت (PTC (Parametric Technology Company خریداری و توسعه یافت.

## مث‌کد چیست؟
متخصصین و دانشجویان زیادی در سراسر جهان، از مث کد برای انجام محاسبات، مستندسازی، مدیریت و به اشتراک گذاری آن جهت کارهای طراحی استفاده می‌کنند. شکل ظاهری منحصربه‌فرد و صفحه سفید ساده و راحت آن، نوشتارهای ریاضی استاندارد و هوشمند را با متن و گرافیک در قالب یک کاربرگ واحد یکپارچه کرده و مث کد را ابزاری ایده‌آل برای ذخیره‌سازی معلومات و استفاده مجدد از محاسبات و همکاری‌های مهندسی نموده است. مث کد به کاربران اجازه کار تعاملی با قابلیت بروزرسانی را در کارهای طراحی به نحوی می‌دهد که آن‌ها می‌توانند تمام مقادیر و توضیحات و جزئیات کاری مهم خود را در پروژه‌های مهندسی خود داشته باشند.

یک نمودار سه‌بعدی در مت‌کد

## مث‌کد چگونه کار می‌کند؟
مث کد این امکان را به شما می‌دهد که معادلات را به همان روشی که بر روی تخته سیاه یا کاغذ می‌نوشتید، بکار ببرید. به هیچ وجه لازم نیست عبارات پیچیده‌ای را یاد بگیرید، خیلی ساده معادله خود را تایپ می‌کنید و نتیجه آن را مشاهده می‌کنید. همچنین می‌توانید از مث کد برای مستندسازی کارهای خود استفاده نمایید. مث کد شما را قادر می‌سازد که خیلی راحت سیستم واحد اندازه‌گیری مورد نظر خود را تعیین نموده و سپس آزادانه، واحدهای مختلفی را بدون احتمال اشتباه با هم ترکیب کنید. شما می‌توانید در سیستم واحد اندازه‌گیری تعیین شده کار کنید و هر وقت لازم شد، برای برخی از معادلات، از سیستم واحد دیگری استفاده کنید.

## ویژگی‌های کلیدی
- محاسبه، مدلسازی و تجسم ایده‌های فنی با کم‌ترین اشتباه.
- به روز کردن نتایج طراحی در هر لحظه.
- مستندسازی محاسبات با بکارگیری نوشتارهای هوشمند نسبت به واحدها.
- قابلیت ترسیم و نمایش نتایج کار به صورت گرافیکی دو بعدی و سه بعدی.
- بررسی، تجسم و حاشیه‌نویسی کارها برای تمام رشته‌های مهندسی.
- انتشار نتایج با بهره‌گیری از قالب‌های خروجی متعدد.
- کاهش خطاهای کار به کمک قابلیت هوشمند کنترل واحدها.
- تنظیم سیستم واحد اندازه‌گیری دلخواه خود و بهره‌گیری از آن در کار.
- خودکار کردن عملیات با بهره‌گیری از الگوها و سبک‌های کاری مختلف.
- دریافت و ارسال آسان داده‌ها.

## قابلیت‌های محاسباتی
- ارقام خلاصه شده نهایی: انجام عملیات جمع، ضرب، مشتق، انتگرال و عملگرهای منطقی، بکارگیری توابع مثلثاتی، نمایی، درجه دو و غیره.
- نمادهای هوشمند: ساده‌سازی، مشتق گیری و انتگرال و عبارات انتقالی به صورت جبری. این فناوری منحصربه‌فرد مث کد به صورت خودکار عبارات جبری را دوباره محاسبه نموده و امکان استفاده از آن‌ها را در محاسبات بعدی فراهم می‌سازد.
- عملیات برداری و ماتریسی: کار با آرایه‌ها و انجام عملیات جبری خطی گوناگون از قبیل پیدا کردن مقادیر ویژه و بردارهای ویژه.
- آمار و تحلیل داده‌ها: تولید اعداد اتفاقی، محاسبه هیستوگرام‌ها، برازش داده‌ها به توابع عمومی و پیش فرض، درونیابی داده‌ها و ساخت مدل‌های توزیع احتمالاتی.
- حل معادلات دیفرانسیل: حل معادلات دیفرانسیل معمولی و جزئی، سیستم‌های معادلات دیفرانسیل، مسائل مقادیر مرزی.
- پشتیبانی از واحدها: بکارگیری واحدها در محاسبات، انجام تبدیل واحدها، و کنترل خودکار ابعاد.

## نگارخانه

Mathcad 2.52 (1989)